# Koyukuk River
Der Koyukuk River ist ein 680 Kilometer langer rechter Nebenfluss des Yukon River im zentralen Norden des US-Bundesstaats Alaska.

## Geographie
Sein Quellgebiet liegt in den Endicott Mountains, einem Gebirgszug in der Brookskette. Er speist den Yukon River, in den er bei der Ortschaft Koyukuk in einer im Koyukuk National Wildlife Refuge gelegenen großen Flussaue mündet. Einige seiner Arme – North Fork, Middle Fork und South Fork – reichen bis über den Polarkreis und in den Gates-of-the-Arctic-Nationalpark.

### Quellflüsse
Der North Fork Koyukuk River, der rechte Quellfluss des Koyukuk River, ist als National Wild and Scenic River ausgewiesen.
Der Middle Fork Koyukuk River, der linke Quellfluss des Koyukuk River, entsteht am Zusammenfluss des Bettles River mit dem Dietrich River südlich des Atigun Pass. Der Dalton Highway (Highway 11) folgt dem Flusslauf. Orte am Flusslauf sind Coldfoot und Wiseman.

### Nebenflüsse
Der Tinayguk River ist ein rechter Nebenfluss des North Fork Koyukuk River und ebenfalls als National Wild and Scenic River geschützt. Von links fließt dem North Fork Koyukuk River der Glacier River zu.
Der South Fork Koyukuk River mündet 50 Kilometer westlich der Entstehung des Koyukuk River von links in den Koyukuk River.
Die beiden rechten Nebenflüsse Alatna River und John River, welche in der Brookskette entspringen und in südlicher Richtung durch den Gates of the Arctic National Park dem Koyukuk River zufließen, tragen den Status eines National Wild and Scenic River.
Weitere Zuflüsse, die auf den Unterlauf des Koyukuk River treffen, sind der Hogatza River aus der Brookskette im Norden und der Kanuti River aus dem südlich gelegenen Kanuti National Wildlife Refuge.

## Geschichte
Soldaten der United States Army erkundeten 1885 erstmals den Fluss. Goldfunde im Jahr 1893 und der Goldrausch am Klondike River 1898 führten zur Besiedlung der Gegend mit Handelsposten und Minen-Camps. 1929 erkundete der Umweltaktivist Robert Marshall die Gegend und gab der entlang des Flusses verlaufenden Brookskette den Namen „Gates of the Arctic“.
Der 164 Kilometer lange Teil des North Fork des Koyukuk Rivers im Nationalpark wurde 1980 durch den Alaska National Interest Lands Conservation Act als National Wild and Scenic River unter der Verwaltung des National Park Service ausgewiesen.

## Name
Die entlang des Koyukuk River lebenden Koyukon, eine Gruppe der Athabasken im Norden Alaskas, nannten ihn Ooghekuhno’. Der heute gebräuchliche Name des Flusses leitet sich aus der Sprache der Central Yup'ik ab, die mit kuik-yuk einfach einen Fluss bezeichneten. Diese allgemeine Bezeichnung für Flüsse der Central Yup'ik übernahm der Entdecker Petr Vasilii Malakhov, da er den Fluss-Namen der hier ansässigen Koyukon nicht kannte.